# 鬼首温泉

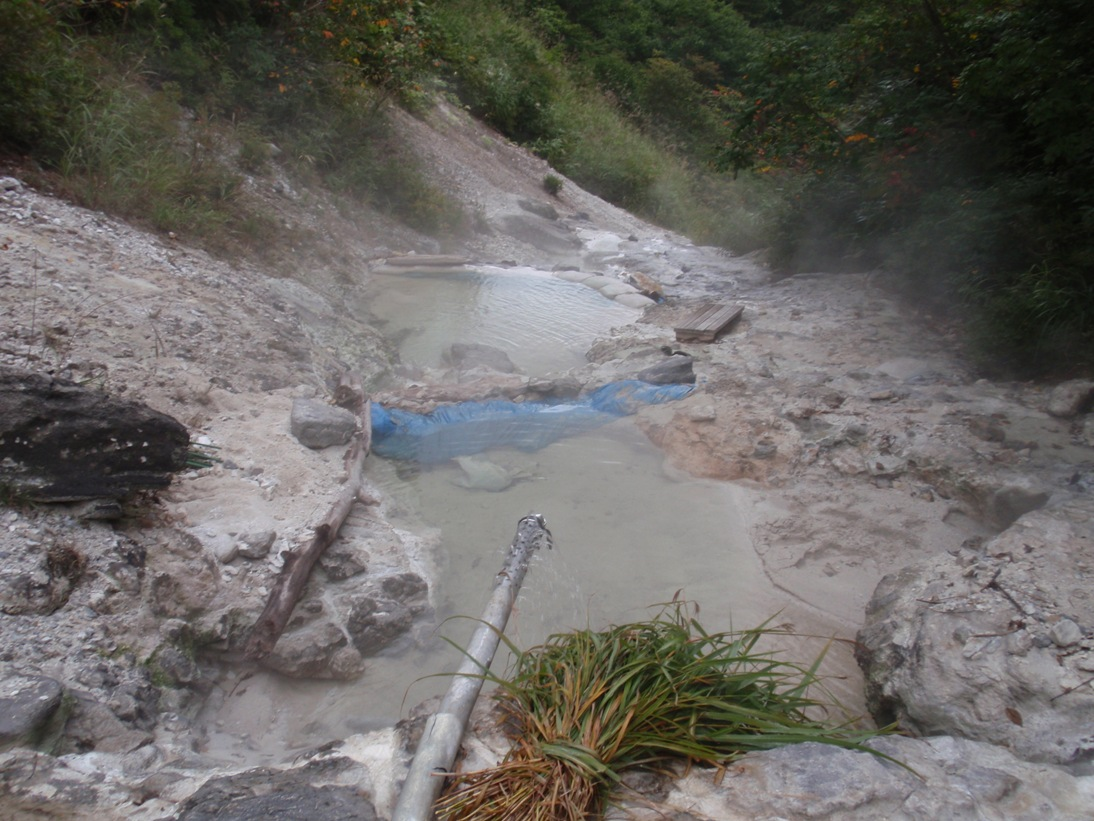
荒湯地獄での野湯

鬼首温泉（おにこうべおんせん）は、宮城県（旧国陸奥国、明治以降は陸前国）北西部、大崎市（旧鳴子町）の北にある温泉群。荒雄岳中腹から外輪山にかけての高原に位置する温泉地である。栗駒国定公園内に位置し、鳴子温泉郷国民保養温泉地の一部。

## 泉質
- 単純泉
- アルカリ性単純泉
- 食塩泉
- 重曹泉

## 温泉街
鳴子温泉郷（鳴子温泉、東鳴子温泉、川渡温泉、中山平温泉、鬼首温泉）の一つ。
狭義の鬼首温泉には数軒の温泉宿泊施設と、1軒の共同浴場（現在は解体された）その他吹上高原キャンプ場やデイサービスセンターがある。
周辺にある、吹上温泉、轟温泉、宮沢温泉、神滝温泉（廃業）など複数の一軒宿温泉を含めて、鬼首温泉郷と呼ばれることもある。
吹上温泉は間欠泉があり、10 - 15分毎に高さ15m - 20mの間欠泉が吹き上がる。
また、地熱が非常に高い地域であることから、地獄地帯が点在しているのも特徴。鬼首温泉街から北の山側に行くと吹上地獄谷、片山地獄、奥の院地獄、荒湯地獄、雄釜雌釜間欠泉（現在は噴出していない）などがある。吹上地獄谷では川沿いの遊歩道のすぐ側から100℃近い高温泉が次々と湧き出てきている光景を見ることができる。荒湯地獄は野湯としても有名である。片山地獄には地熱を利用した鬼首地熱発電所も存在する。

## 歴史
応神6年頃（270年代）には既に発見されていたといわれている。鬼首の地名の由来は坂上田村麻呂が801年（延暦8年）の蝦夷征伐の折に討伐した大武丸を斬首した時に、大武丸の首が飛んできた地であるとする伝説がある。大武丸の体が埋められた地は鬼死骸と呼ばれている。
かつては地獄地帯の高温泉を地元の人達が調理に使っていたという。
寿永・文治時代（1182～1189年）に藤原氏によって荒湯（荒雄の湯）が開かれた。江戸時代には伊達家の御用の湯に定められた。
1959年10月1日、「奥鳴子・川渡温泉郷」として、川渡温泉、中山平温泉とともに国民保養温泉地に指定。
2008年公開の若松孝二監督の『実録・連合赤軍 あさま山荘への道程』の主なロケ地に使われた。

## アクセス
- 鉄道：陸羽東線鳴子温泉駅よりバスで約30分。